# 中間市
中間市（なかまし）は、福岡県の北部にある市。
筑豊炭田の一角をなし、エネルギー革命による炭坑の閉山等で一時人口が大きく落ち込んだが、その後北九州都市圏のベッドタウンとして再生した。

## 地理

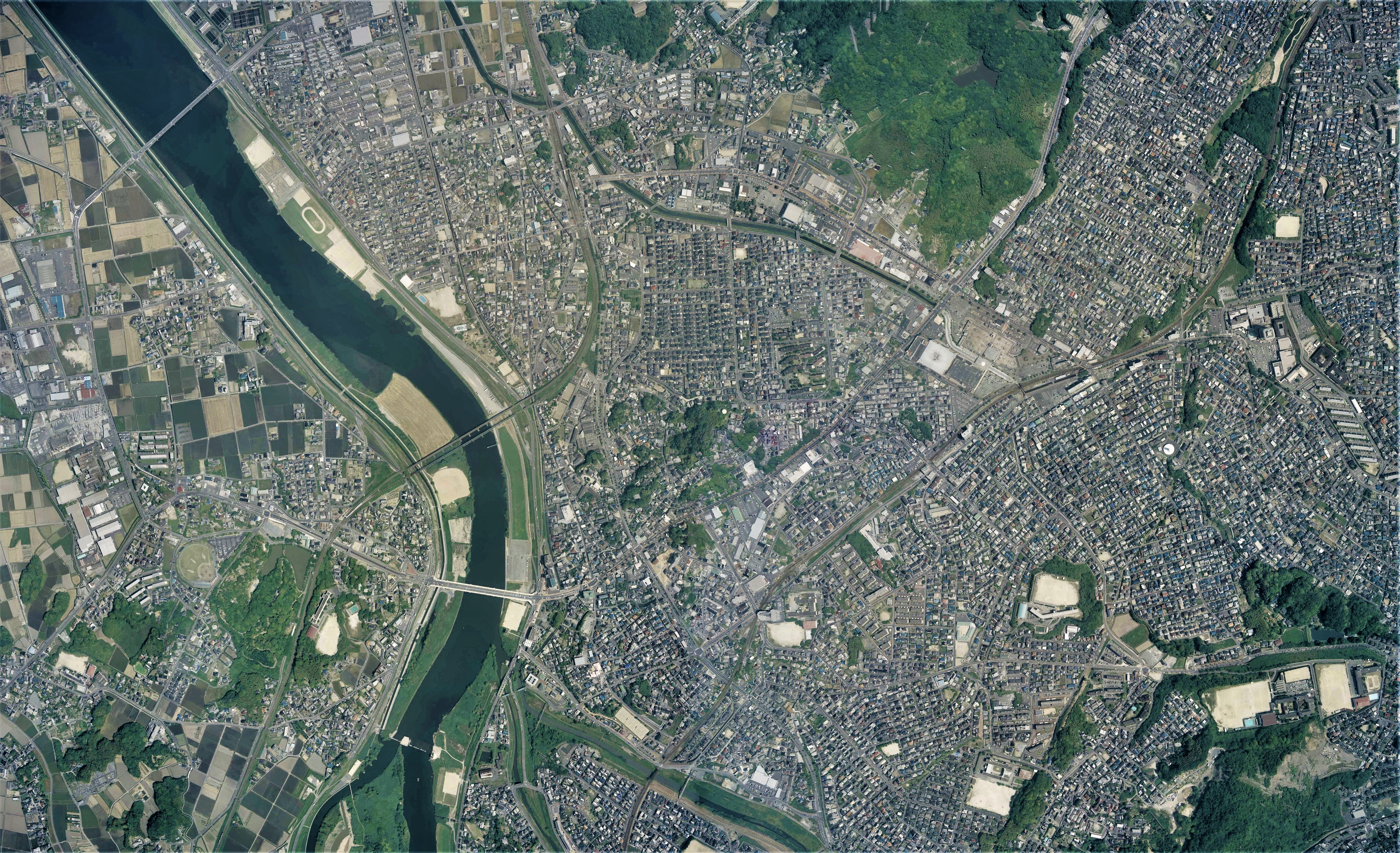
中間市中心部周辺の空中写真。
2010年6月5日撮影の8枚を合成作成。。

東と南は北九州市八幡西区に、西は鞍手郡鞍手町および遠賀郡遠賀町に、北は遠賀郡水巻町にそれぞれ接している。市域のほぼ中央部を南北に貫流する一級河川遠賀川によって、川西（かわにし）と川東（かわひがし）の2つの地区に分けられている。東部地域には住宅地や商業施設が広がり、全人口の約90%がこの東部地域に集中している。一方、西部地域には農耕地や公園などの緑地が広がっており、一部では工業団地も立地している。
- 山丘：ボタ山、御座の瀬山
- 河川：遠賀川、堀川、黒川、山田川
- 湖沼：浮洲池

### 隣接している自治体・行政区
- 北九州市（八幡西区）
- 遠賀郡水巻町
- 遠賀郡遠賀町
- 鞍手郡鞍手町

### 町名・地域区分
底井野村編入時点で以下の6大字があった。
- 岩瀬 - 住居表示実施に伴い廃止
- 中間 - 住居表示実施に伴い遠賀川河川敷の部分のみ残る。
- 上底井野
- 下大隈
- 中底井野
- 垣生

その後、市制当初からの区域で住居表示が実施された。
- 上蓮花寺一丁目～四丁目（中間より発足） - 旧1丁目～3丁目
- 大辻水入町1丁目～2丁目（中間より発足） - のちに大辻町となり消滅
- 朝霧一丁目～五丁目（中間より発足）
- 池田一丁目～二丁目（中間より発足）
- 岩瀬一丁目～四丁目（岩瀬より発足）
- 扇ケ浦一丁目～四丁目（中間より発足）
- 大辻町（中間・大辻水入町1丁目～2丁目より発足）
- 小田ヶ浦一丁目～二丁目（中間より発足）
- 桜台一丁目～二丁目（中間より発足）
- 太賀一丁目～四丁目（中間より発足）
- 通谷一丁目～六丁目（中間より発足）
- 土手ノ内一丁目～三丁目（下大隈より発足）
- 中尾一丁目～四丁目（中間より発足）
- 中間一丁目～四丁目（中間より発足）
- 中央一丁目～五丁目（中間より発足）
- 長津一丁目～三丁目（中間・岩瀬より発足）
- 七重町（中間より発足）
- 鍋山町（中間より発足）
- 深坂一丁目～二丁目（中間より発足）
- 星ヶ丘（中間より発足）
- 松ヶ岡（中間より発足）
- 弥生一丁目～二丁目（中間より発足）
- 蓮花寺一丁目～三丁目（中間・岩瀬より発足）
- 中鶴一丁目～四丁目（1998年、中間より発足）
- 岩瀬西町（1998年、岩瀬より発足）
- 浄花町（1999年、中間より発足）
- 大根土（2001年、中間より発足）
- 中央一丁目～五丁目（2001年、中間より発足）
- 東中間一丁目～三丁目（2002年、中間より発足）

なお、中間市は小学校区別に以下の地区に分かれる。ただし、所謂旧町名（通称名）であり、住居表示町名でないものも含まれる。
- 底井野小学校区
  - 垣生・砂山・中底井野・上底井野・下大隈・五楽
- 中間東小学校区
  - 土手ノ内・上蓮花寺・新手・唐戸・本町・中尾
  - 徳若・扇ヶ浦・松ヶ岡
- 中間小学校区
  - 岩瀬西町・中町・昭和町・屋島・川端・栄町・片峰町
  - 中鶴・浄花町・御館町・鳥森
- 中間北小学校区
  - 岩瀬東町・岩瀬北町・自由ヶ丘・下蓮花寺・岩瀬南町・高見
  - 中牟田・白塔・大根土・宮林・天満宮・宮ノ下・曙町
- 中間南小学校区
  - 太賀・鍋山・朝霧・通谷・中央町・桜台・星ヶ丘
- 中間西小学校区
  - 大辻町・深坂・池田町・弥生町・七重・小田ヶ浦

### 人口
- 平均年齢（平成22年国勢調査）

48.7歳（男性：46.8歳、女性：50.4歳）
- 3階層別（平成22年国勢調査）

総人口（年齢不詳含む）44,210人
年少人口（0-14歳）5,122人（11.6%）
生産年齢人口（15-64歳）25,915人（58.7%）
老年人口（65歳以上）13,124人（29.7%）
| |                                        |  |
| 中間市と全国の年齢別人口分布（2005年） | 中間市の年齢・男女別人口分布（2005年） |  |
| ■紫色 ― 中間市 ■緑色 ― 日本全国 | ■青色 ― 男性 ■赤色 ― 女性              |  |
| 中間市（に相当する地域）の人口の推移 \| 1970年（昭和45年） \| 33,734人 \| \| \| 1975年（昭和50年） \| 43,145人 \| \| \| 1980年（昭和55年） \| 48,647人 \| \| \| 1985年（昭和60年） \| 50,294人 \| \| \| 1990年（平成2年） \| 49,216人 \| \| \| 1995年（平成7年） \| 49,353人 \| \| \| 2000年（平成12年） \| 48,032人 \| \| \| 2005年（平成17年） \| 46,560人 \| \| \| 2010年（平成22年） \| 44,210人 \| \| \| 2015年（平成27年） \| 41,796人 \| \| \| 2020年（令和2年） \| 40,362人 \| \| |                                        |  |
| 総務省統計局 国勢調査より |                                        |  |
| 1970年（昭和45年） | 33,734人                               |  |
| 1975年（昭和50年） | 43,145人                               |  |
| 1980年（昭和55年） | 48,647人                               |  |
| 1985年（昭和60年） | 50,294人                               |  |
| 1990年（平成2年） | 49,216人                               |  |
| 1995年（平成7年） | 49,353人                               |  |
| 2000年（平成12年） | 48,032人                               |  |
| 2005年（平成17年） | 46,560人                               |  |
| 2010年（平成22年） | 44,210人                               |  |
| 2015年（平成27年） | 41,796人                               |  |
| 2020年（令和2年） | 40,362人                               |  |

## 歴史

### 中間市の成り立ち
中間市域は肥沃な遠賀平野に位置していることから古代より稲作の盛んな地域であり、遠賀川式土器など弥生時代の農耕文化を伝える遺物が多数出土している。垣生丘陵周辺には古墳時代後期に作られたと見られる横穴式の群集墓（垣生羅漢百穴：県指定史跡）が多数見られ、この地に有力な豪族がいたことを伺わせる。また、当初宗像郡宗像郷に属し、宗像郡の中心部であったが、遠賀郡が宗像郡から分郡されて誕生したため遠賀郡宗像郷に属すこととなった。
中間市域は鎌倉時代から室町時代にかけて筑前国山鹿城（芦屋町山鹿）を本拠とする豪族麻生氏の所領となり、現在の月瀬八幡宮（上底井野）がある丘陵に猫城という出城が築かれた。その後宗像大宮司宗像氏との勢力争いに敗れた麻生氏は、1578年（天正6年）宗像氏に川西地区を割譲して従属し、猫城には宗像氏家臣吉田倫行が配属された。1580年（天正8年）5月、豊後大友氏の命を受けた筑前国鷹取山城（直方市頓野）毛利鎮実が猫城に攻め寄せるが、宗像勢はこれを撃退している。宗像氏断絶後は、小早川氏が支配した。
江戸時代には黒田藩の所領となり、1621年（元和7年）には度々氾濫していた遠賀川の治水のため遠賀川と洞海湾とを結ぶ運河開削工事が始まった。この運河は堀川と呼ばれ、1762年（宝暦12年）に完成してからは遠賀川一帯の治水、利水に大きく貢献することとなる。
明治時代から昭和時代にかけて、この地で産出される石炭が近代産業を支える重要なエネルギー源として利用されるようになり、筑豊炭田から産出される石炭は遠賀川や堀川を往き来する「川ひらた（五平太船）」という小型の舟を使って輸送されていた。1891年（明治24年）に筑豊本線、1912年（明治45年）に香月線が開通すると鉄道による大量輸送が可能になり、中間は炭鉱の町として全盛を誇った。新手・大隈・岩崎などの炭坑が相次いで開発され、1914年（大正3年）には大正鉱業株式会社が事業を開始した。

### 市制施行
戦後、様々な行政事務の見直しが進められるにあたり、基礎自治体の適正な規模も見直される動きが全国的に起こった。遠賀郡部では、まず福岡県主導により1950年（昭和25年）に中間町・水巻町・芦屋町・香月町・遠賀村・岡垣村の4町2村による人口12万超の「遠賀市」構想が計画され、関係自治体での調査研究が行われたが、1951年（昭和26年）の統一地方選挙で多くの町村長・議会議員が改選を迎えたため、この構想は自然消滅となった。次いで1952年（昭和27年）には、前回の4町2村に加えて八幡市・若松市・戸畑市の3市も含めた50万人超の「大遠賀市」構想が再燃し、世論調査も行われたが、今回も合併には至らず立ち消えとなった。なお、1955年（昭和30年）に香月町は八幡市に編入されている。更に1957年（昭和32年）、遠賀川の水利権と住宅適地を求めていた八幡市は、議員団を中間町に派遣して視察を行い、遠賀郡を含めた合併により大八幡市の建設を呼びかけた。しかし大きな市の辺地となることを恐れた郡部各町村の反応は悪く、それぞれ単独での市制・町制施行に向けた動きへと変わっていった。
地方自治法上の市となるべき人口要件は5万人以上であるが、1958年（昭和33年）4月の法律改正による特例措置により、同年9月30日までに申請のあったものについては人口3万人以上をもって市となることを認めるとされた。そこで急遽市議会内において市制調査特別委員会を設置してその可否を研究した結果、「市制施行すべき」との答申が行われ、9月末の期限直前に福岡県知事宛ての市制申請書が提出された。市制申請書は県を通じて総理府に提出され、11月1日をもって県下20番目の市となることを許可された。

### 炭鉱の町から住宅都市へ
一方、この頃から始まった「エネルギー革命」によって石炭の需要は激減し、その結果石炭産業に依存していた中間市は大きな打撃を受け、1964年（昭和39年）12月の大正鉱業株式会社を最後に市内の炭坑は全て閉山し、この頃の市の人口は34,000人を割るほどにまで落ち込んだ。この頃の市債（市の借金）のほとんどは教育債であり、ベビーブームに対応するため昭和20年代後半から30年代前半にかけて建設が続いた小中学校の新改築費の影響が重くのしかかってきていることがうかがえるが、昭和30年代後半になると、炭坑閉山による失業者・生活保護世帯の増加及び経営難に陥った炭鉱企業各社の市税滞納により市財政の収支は急速に悪化し、1962年（昭和37年）末には資金不足に陥り財政再建準用団体の指定を受けることになった。
6か年度にわたる財政再建計画に基づいて緊縮財政を行った結果、1968年（昭和43年）3月末で財政再建準用団体の指定を解除することができたが、歳入増を目指して行った数々の大規模開発に絡む利権は公共事業をめぐる汚職の温床となり、1966年（昭和41年）11月から翌年1月にかけて、当時の添田八尾亀市長をはじめとする市の幹部が相次いで贈収賄容疑によって逮捕されるという事件が起こった。市長は容疑を否認し続け、1967年（昭和42年）4月の統一地方選挙で有権者の判断を仰いだ結果、僅差で辛くも再選を果たした。
昭和30年代後半から40年代にかけて、中間市は炭鉱の町から脱却して北九州経済圏の住宅都市としての再生を目指し、「通谷周辺の住宅団地化」「大正鉱業跡地の再開発」「川西地域の工業団地化」を3つの柱に掲げた。通谷を中心とする筑豊電気鉄道沿線の住宅団地開発は1961年（昭和36年）から手がけられ、1964年（昭和39年）には松ケ岡県営住宅が完成し、中鶴の大正鉱業跡地については1969年（昭和44年）から市営・県営・住宅公団による住宅建設が行われた。川西地域の工場団地化については、1963年（昭和38年）に産炭地域振興事業団が中底井野と遠賀村にまたがる虫生津の地に工場団地を造成し、一方1967年（昭和42年）には中間市が上底井野の五楽に工場団地を造成した。
1971年（昭和46年）4月に市長選が行われ、緊縮財政を掲げる新人の岡部丘雄が開発推進派で現職の添田八尾亀を破って中間市第2代目の市長となった。しかし就任直後の同年5月、市民課窓口で対応していた市職員が市民に差別発言をしたということで部落解放同盟中間支部からの糾弾を受け、部落解放対策室を設けることや同和住宅・保育所など総額30億に及ぶ施設等の整備を盛り込んだ覚書に市長は同意し、その覚書に基づいて1972年（昭和47年）、「解放保育所」と「部落解放会館（隣保館）」がオープンした。

### ダイエーグループの進出
1975年（昭和50年）4月に行われた市長選によって添田八尾亀が再び市長に返り咲くと、「コミュニティづくり政策」を掲げて施設整備を推進し、1978年（昭和53年）1月に屋島庭球場、5月に中央公民館、6月に市立病院（改築）、7月に市営野球場、11月に体育文化センター、翌1979年（昭和54年）4月に勤労青少年ホーム（現子育て支援センター）および弓道場、1980年（昭和55年）6月に働く婦人の家と、公共施設が立て続けに新築（改築）された。
また、添田市長は消費人口の市外流出を食い止めるため、田中六助衆議院議員の仲介でダイエーの中内㓛社長と接触し、人口増加の著しい通谷地区への大規模スーパー誘致を要望した。地元商店街の反発があったものの、ダイエー側は専門店街に隣接した用地を地元商業者用の出店用地（グリーンプラザ商店街）として確保することを条件として提示することにより合意を図り、1978年（昭和53年）9月に「ダイエー中間店」がオープンした。市内に核となる大型ショッピングセンターが進出したことは、消費人口の市外流出阻止に一定の効果が見られたが、この年を境に地元商店街の衰退は急速に進むこととなった。
相次ぐ公共施設の建設は当然市の財政を圧迫し、昭和50年代中頃には再び財政再建準用団体に転落する寸前となったが、昭和40年代に行った住環境整備政策の成果がようやく現れてきて、人口の増加に伴う市税収入の改善により辛うじて持ち直すことができた。ただし、単年度赤字については解消されたものの、この頃の建設ラッシュにより膨らんだ市債（借金）の償還にあてられる公債費の比率が上昇したことは、その後も中間市の財政を硬直化させる原因となった。

### ふるさと・中間の創造
通算6期23年の長期にわたって中間市（町）長を務めた添田市長が1982年（昭和57年）8月に急死したことを受けて9月に市長選挙が行われ、保守系で文化人の木曽寿一が第4代中間市長となり、前市長が進めていた百貨店の誘致計画も継承することになった。
添田市長時代に誘致されたダイエー中間店に隣接する広大な市有地については、地元商店組合連合会が中心となって結成した「中間中央商業開発協同組合」と旧地権者により設立された出資会社「グリーンプラザ開発」に対して1977年（昭和52年）に払い下げられていたが、1983年（昭和58年）2月にダイエーの副社長とオ・プランタン・ジャポン（ダイエーとフランスの百貨店プランタンの合弁会社）の開発担当部長らが訪れ、高級百貨店プランタンの進出を突如発表した。出店計画としては、核となる百貨店と連絡通路で結ばれた地元専門店ビル、レストランなどを備えた高層ホテルなどの建設が計画されていた。
ところが、オ・プランタン・ジャポンの業績が想定より伸びなかったため、ダイエー関係者は新規店舗の出店に徐々に慎重になってきていた。同年9月に新聞紙上で「プランタン出店打ち切り」との記事が掲載されると、それまで行政、議会、商工会議所三位一体で磐石に進められてきた誘致運動に影が差し始め、翌10月に中内社長が正式に「プランタン銀座店以外の店舗の縮小」「新規進出計画凍結」の方針を記者発表することで、事実上、中間市への進出計画は消滅した。
市制施行時から県立高校誘致の動きはあったが、当時中間市は住宅地の造成に力を入れていたこともあって、同じく黒崎地区の中学生の進学先に苦心していた八幡市の熱意が勝って福岡県立八幡南高等学校の設立となり、一方中間市では、1962年（昭和37年）4月に土手ノ内に「西日本電子工業専門学校（現在の希望が丘高等学校）」が開校することになった。また、1973年（昭和48年）ごろから再び県立高校誘致の動きが起こったが、市側が用意した用地に好地がなかったため、このときも北九州市に先を越され福岡県立北筑高等学校の設立となった。1980年（昭和55年）ごろから起こった三度目の誘致運動では、利便性の高い候補地を準備し、精力的な陳情が行われた結果、1983年（昭和58年）4月に待望の福岡県立中間高等学校が開校した。

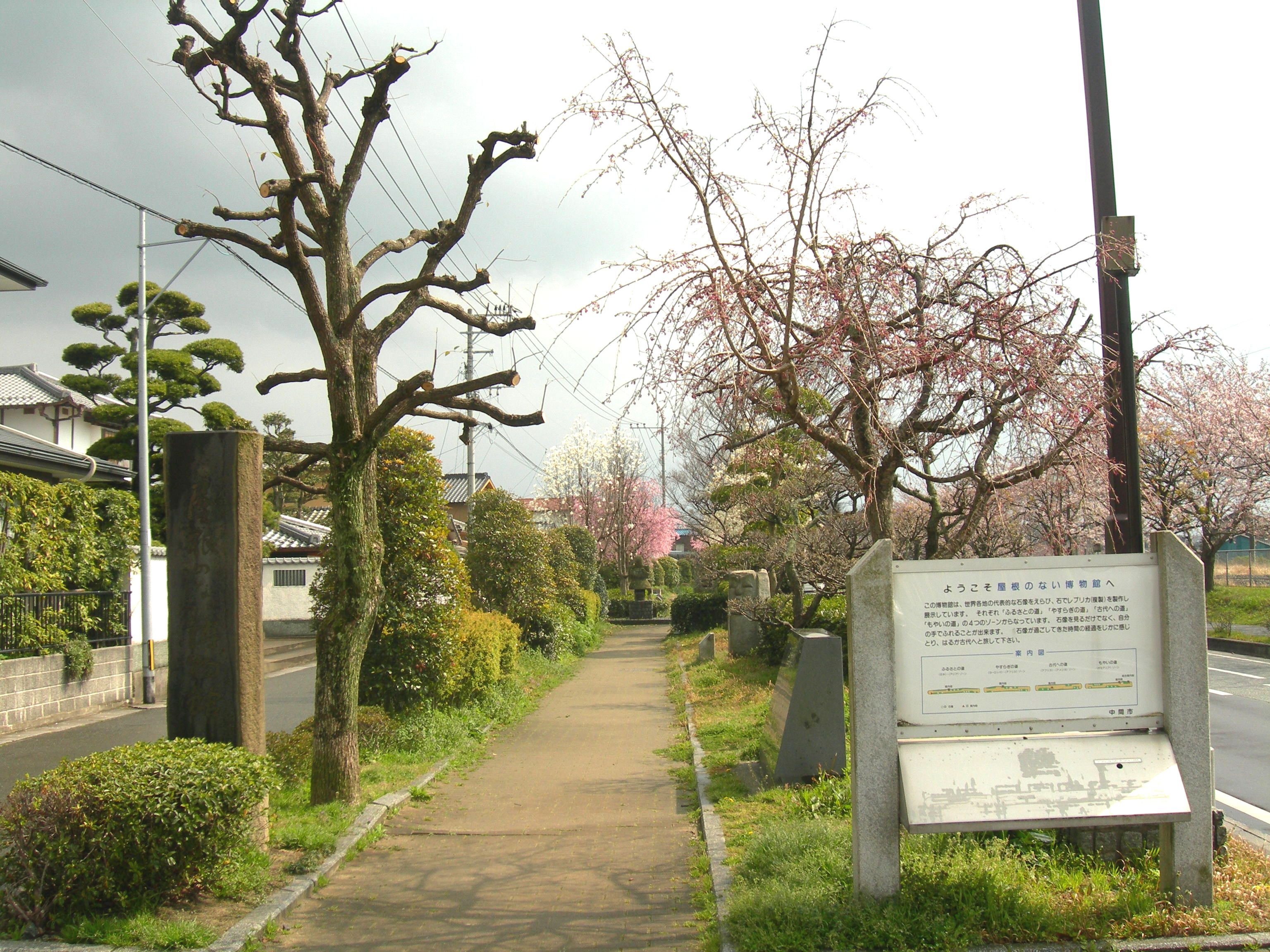
遊歩道「もやい通り」屋根のない博物館（旧香月線）

そのころ、長年にわたって石炭輸送を担ってきた筑豊のローカル線は、石炭産業の終焉とモータリゼーションの進展により赤字化に拍車がかかっており、国鉄の累積赤字が膨らむにつれ廃止問題に揺れることとなった。1981年（昭和56年）運輸省を中心に赤字ローカル線の廃止基準が決定された結果、中間市の中間駅と北九州市八幡西区の香月駅とを結んでいた香月線も廃止の対象となり、その跡地は道路として整備することや、代替輸送は西鉄バスが行うこと、転換交付金はバス購入費や利用者への補償、道路整備費等に充当されることなどを盛り込んだ廃止案が了承された。1985年（昭和60年）3月31日をもって廃止された香月線の跡地の一部には、1988年（昭和63年）11月に市制施行30周年記念事業の一環として世界の石像のレプリカを配した「屋根のない博物館」が整備された。
また、長く市民から要望のあった市立図書館が1987年（昭和62年）5月に、歴史民俗資料館が同年11月にオープンしたのは、文化の薫るまちづくりを進めた木曽市長らしい施策であった。

### 人にやさしいまちづくり
1992年（平成4年）6月に、木曽市長の死去に伴う市長選挙が行われ、建築行政に長く携わってきた前助役の藤田満州雄が当選した。添田市長の時代に計画されていた市民会館の建設構想は、巨額の建設費を必要とするために先延ばしとなっていたが、1990年（平成2年）7月、市内の文化団体代表者らによる「中間市『市民会館』または『文化ホール』建設実行委員会」が発足し、24,000人を超える署名を集めて9月議会に請願を行うなど、市民会館建設の機運が再び高まってきた。1994年（平成6年）11月から始まったこの中間市始まって以来の大事業は、総額57億円の巨費を投じて1996年（平成8年）11月1日に完成し、愛称を「なかまハーモニーホール」として中間市民の芸術・文化活動の拠点として長く親しまれることとなった。
一方、この頃からダイエーグループ本体は勢いに陰りが見えてきていたにもかかわらず、当時宅地開発が相次いでいた筑豊電気鉄道沿線に立地するダイエー中間店は好調に売上を伸ばしていたため、積極的な投資が行われた。プランタン出店が予定されていた用地については百貨店とスーパーマーケットの中間的な業態に方針転換し、1993年（平成5年）12月「バンドール中間店」がオープンした。また、1998年（平成10年）11月には核テナントであるダイエー中間店・バンドール中間店に加えて、当時国内最多の16スクリーンを有するシネマコンプレックス「AMCなかま16（現在はユナイテッドシネマなかま16）」や、「セガアリーナ」および各種専門店街を増設し、複合型ショッピングモール「ショッパーズモール中間（現在はイオンなかま店）」として新装開店した。
また、この頃国は、地域の保健・福祉サービスを総合的に提供する施設群を民間事業者の手によって整備するまちづくり「ふるさと21健康長寿のまちづくり事業（ウェルエイジングコミュニティ事業・WAC事業）」を進めており、中間市は三大都市圏以外では初めて、全国では4番目に認定を受け、第三セクター方式により通谷地区に民間活力による「福祉の里・ウエルパークヒルズ」づくりに着手した。その計画は、特別養護老人ホーム「サンライズ北九州」・「新中間病院」・介護老人保健施設「サンフラワーズ北九州」・「千寿中間」の4施設を核としたもので、さらに株式会社西日本医療福祉総合センターや21階建ての介護付有料老人ホーム「レーベン21」が入る中央棟と在宅介護サービスセンターの北棟が完成した1997年（平成9年）10月に事業開始し、温泉やスポーツセンターからなる南棟が竣工した2000年（平成12年）12月に全面オープンとなった。中間市もこれに合わせて2001年（平成13年）5月、垣生地区にあった社会福祉センターをウエルパークヒルズの敷地内に移転し、中間市地域総合福祉会館「ハピネスなかま」として新築オープンした。このことによりこの通谷地区に、医療・健康・福祉・居住・生きがいと、多様な観点からサービスを提供する総合的な福祉コミュニティが誕生した。
大規模な宅地開発と共に同市の人口は5万人を超えていたが、1990年代後半から減少幅が大きくなり、2015年現在で約4万2千人となっている。

### 行政域の変遷
- 1889年（明治22年）4月1日 - 町村制の施行により、遠賀郡岩瀬村及び中間村の区域をもって、遠賀郡長津村が発足する。
- 1922年（大正11年）11月1日 - 町制施行して、長津町となる。
- 1924年（大正13年）9月1日 - 中間町に名称を変更する。
- 1932年（昭和7年）3月1日 - 底井野村を編入する。
- 1958年（昭和33年）11月1日 - 市制施行して、中間市となる。

## 行政
- 市長：福田健次（2期目） - 2025年（令和7年）6月17日まで
- 教育長：片平慎一 - 2023年（令和5年）1月3日まで

### 歴代市長
| 代    | 氏名       | 就任年月日                | 退任年月日                | 在任期間  | 備考       |
| ----- | ---------- | ------------------------- | ------------------------- | --------- | ---------- |
| 初-4  | 添田八尾亀 | 1958年（昭和33年）11月1日 | 1971年（昭和46年）4月29日 | 12年5ヶ月 |            |
| 5     | 岡部丘雄   | 1971年（昭和46年）4月30日 | 1975年（昭和50年）4月29日 | 4年0ヶ月  |            |
| 6-7   | 添田八尾亀 | 1975年（昭和50年）4月30日 | 1982年（昭和57年）8月15日 | 7年3ヶ月  | 在任中死去 |
| 8-10  | 木曽寿一   | 1982年（昭和57年）9月26日 | 1992年（平成4年）4月26日  | 9年7ヶ月  | 在任中死去 |
| 11-13 | 藤田満州雄 | 1992年（平成4年）6月7日   | 2001年（平成13年）6月4日  | 8年11ヶ月 | 在任中死去 |
| 14    | 大島忠義   | 2001年（平成13年）7月22日 | 2005年（平成17年）7月21日 | 4年0ヶ月  |            |
| 15-17 | 松下俊男   | 2005年（平成17年）7月22日 | 2017年（平成29年）5月2日  | 11年9ヶ月 | 在任中死去 |
| 18-19 | 福田健次   | 2017年（平成29年）6月18日 | -                         | 現職      |            |

### 議会
- 定数：16人
- 任期：2025年（令和7年）7月13日
- 議長：
- 副議長：

会派の構成

### 広域行政
- 遠賀・中間地域広域行政事務組合
  - 構成団体：中間市・芦屋町・水巻町・岡垣町・遠賀町
  - 業務内容：し尿処理、火葬施設、ごみ処理、消防（中間市を除く）の事務
- 中間市外二ヶ町山田川水利組合
  - 構成団体：中間市・遠賀町・鞍手町
  - 業務内容：直方市花ノ木井堰及びその水路に係る水利並びに土木に関する事務
- 堀川水利組合
  - 構成団体：中間市・水巻町
  - 業務内容：堀川水路に係る水利に関する事務
- 中間市行橋市競艇組合
  - 構成団体：中間市・行橋市
  - 業務内容：若松競艇の施行

### 公共施設

#### 福祉施設
- 子育て支援センター「くるり」 - 親子で遊べる部屋を開放しているほか、子育て講座や育児相談を行っている。土日祝日休館。
- 地域総合会館「ハピネスなかま」 - 市民の健康保持と福祉の向上を図り、総合的な福祉サービスを提供する施設。月曜休館。

#### 医療・保健施設
- 保健センター - 保健事業の拠点施設として、母子保健事業や健康増進事業などを行っている。土日祝日休館。

#### 文化・社会教育施設
- 地域交流センター - 西部出張所や歴史民俗資料館の他、合宿や研修のための簡易宿泊機能も備えた複合施設。月曜休館。
- 歴史民俗資料館 - 地域交流センター内にあり、市域の歴史を紹介する常設展示や、企画展を開催している。月曜休館。
- 市民会館「なかまハーモニーホール」 - 質の高い芸術に親しむために、高度な機能を備えた文化ホール。水曜休館。
- 市民図書館 - 市民の文化、教養の向上を図るため設置された公立図書館。2012年（平成24年）6月にリニューアルオープンし、ICタグの導入や視聴覚資料・インターネットコーナーの充実を行った。福岡県北東部地方拠点都市圏（北九州市、芦屋町、水巻町、遠賀町、岡垣町、直方市、宮若市、鞍手町、小竹町、行橋市、豊前市、みやこ町、築上町、吉富町、上毛町）での広域利用も行っている。月曜休館。
- 人権センター - 人権啓発や男女共同参画政策及び福祉の向上等を行う住民交流の拠点施設。土日祝日休館。
- 生涯学習センター - 地域社会の生涯学習の場として文化芸術、教養講座、研修会場、スポーツ、レクリエーション等、幅ひろく利用できる施設。月曜祝日休館。

#### スポーツ施設
- 遠賀川河川敷グラウンド
- 中間仰木彬記念球場 - ナイター設備とスタンドを備えた本格的な天然芝球場。年中無休。
- 弓道場
- ジョイパルなかま庭球場 - 6面の人工芝コートやナイター設備、更衣室やシャワー室があるクラブハウスを備えるテニス場。年中無休。
- 武道場「天道館」
- 太陽の広場 - ゲートボールやグラウンドゴルフなどが楽しめる人工芝の多目的広場。年中無休。
- 幼児用プール - 夏季（7月～9月初旬）のみ営業している無料の幼児用プール。
- 屋島庭球場 - 屋島公園内にあり、ナイター設備2面分を含む4面のクレーコートを備えている。年中無休。
- 体育文化センター - 市の体育文化振興の拠点施設。屋内スポーツの場を提供するとともに、市内スポーツ施設の管理運営も行っている。年中無休。

#### 公園・その他
- 垣生公園 - 春には約2,000本の桜が咲く市内最大の都市公園。
- 新鮮市場さくら館 - 地元産の採れたて新鮮な野菜や果物、生花を中心に、近郊農産物直売所では珍しい精肉鮮魚の対面販売や、中間産の減農薬の米などを販売している。火曜定休。
- 屋島公園 - 緑の中に遊具が並ぶ児童公園。園内には幼児用プールやテニス場もある。

## 公共機関

### 国の出先機関
国土交通省
- 九州地方整備局
  - 遠賀川河川事務所中間出張所

### 警察
- 福岡県警察折尾警察署
  - 中間交番
  - 東中間交番

中間市には警察署が存在せず、北九州市八幡西区にある折尾警察署の管轄となる。
自動車のナンバープレートは「北九州」ナンバーが交付される。

### 消防
- 中間市消防署

### 郵便
※郵便配達は北九州市にある八幡南郵便局が行う。
- 中間郵便局
- 中間土手の内郵便局
- 中間中鶴郵便局
- 中間徳若郵便局
- 中間通谷郵便局
- 底井野郵便局

## 経済・産業

### 概要

#### 産業人口
- 第1次産業　135人（0.8%）
- 第2次産業　5,340人（31.4%）
- 第3次産業　11,517人（67.8%）

（平成22年国勢調査）

### 農業
名産
- 米・麦・大豆・イチジク・イチゴ・トマト・アスパラガス

特産
- さくらの里大福
- さくらの里わらびもち
- ささぎつね
- ほのぼの味噌
- 菊屋の中間饅頭
- やっちゃれ漬

### 工業
製造業
- 安川電機中間工場
- 安川エンジニアリング株式会社FA事業所
- 東罐マテリアルテクノロジー株式会社九州工場
- 吉川工業株式会社吉川ハイプレシジョン北九州工場
- 九州福山通運株式会社北九州南支店
- 株式会社岡部マイカ工業所

### 商業
運輸・通信
- 筑豊電気鉄道
- ドコモショップ中間店
- auショップ中間
- ソフトバンク中間
- ワイモバイル中間中央店

卸売業
- 北九州青果西部支店
- 福岡県魚市場株式会社遠賀魚市場

百貨店・スーパーマーケット
- 井筒屋サテライト中間ショップ
- メガトライアル中間店
- イオンなかま店
- ハローデイ中尾店
- レガネット中間店
- フードウェイ中間店

ドラッグストア
- ウエルシア薬局イオンなかま店
- サンドラッグ中鶴店
- ディスカウントドラッグコスモス中鶴店
- ドラッグ新生堂東中間店・中間中尾店・中間駅前店
- サンキュー薬局中間中央店

家電量販店・ホームセンター
- ベスト電器福岡中間店
- グッデイ中間店

書店・レンタルビデオ店
- 出版文化産業振興財団の調査によると、2024年8月現在で市内に書店が1軒もない全国15道県24市のひとつである[1]（かつてTSUTAYA中間店が営業していたが2023年7月31日をもって閉店）。

自動車販売・カー用品店
- 福岡トヨタ自動車株式会社中間店
- 福岡トヨペット株式会社中間店
- トヨタカローラ博多株式会社テクノ・BP・スクエア
- 日産プリンス福岡販売株式会社中間店
- 有限会社中間ダイハツ販売整備
- イエローハット中間店

金融・保険
- 福岡銀行中間支店
- 西日本シティ銀行中間支店・中間市役所出張所
- 福岡ひびき信用金庫中間支店
- 遠賀信用金庫中間支店
- 北九州農業協同組合中間支店

その他
- GiGO中間店
- ユナイテッド・シネマなかま16

## 福祉・医療

### 福祉
- 地域総合会館「ハピネスなかま」- 市民の健康保持と福祉の向上を図り、総合的な福祉サービスを提供する施設。月曜休館。

### 医療
- 医療法人秋桜会 新中間病院 - 内科、外科、整形外科、リハビリテーション科、胃腸内科、肛門外科を備える。病床数145床。日祝日休診。

## 学校

### 保育園
- 中間市立さくら保育園
- 私立中間保育園
- 私立双葉保育園
- 私立砂山保育園
- 私立深坂保育園
- 私立中間みなみ保育園

### 幼稚園
- 私立中間幼稚園
- 私立中間中央幼稚園
- 私立中間東幼稚園
- 私立中間南幼稚園
- 私立はぶ幼稚園
- 私立緑ヶ丘第三幼稚園
- 私立明願寺幼稚園

### 小学校
- 中間市立中間小学校
- 中間市立中間東小学校
- 中間市立中間西小学校
- 中間市立中間南小学校
- 中間市立中間北小学校
- 中間市立底井野小学校

### 中学校
- 中間市立中間中学校
- 中間市立中間東中学校
- 中間市立中間南中学校
- 中間市立中間北中学校

### 高等学校
- 福岡県立中間高等学校
- 希望が丘高等学校

### 特別支援学校
- 福岡県立北九州高等学園

## 交通

### 鉄道
市中央部を南北に筑豊本線が縦断しており、また北九州市と直方市を結ぶ筑豊電気鉄道線が市の東部地域を縦断している。
九州旅客鉄道（JR九州）
- 筑豊本線（福北ゆたか線）
  - 中間駅 - 筑前垣生駅

筑豊電気鉄道
- 筑豊電気鉄道線
  - 通谷駅 - 東中間駅 - 筑豊中間駅 - 希望が丘高校前駅

#### かつて存在した鉄道路線
国鉄
- 香月線（1985年4月1日廃止）
  - 中間駅 - 新手駅 - 岩崎駅

### バス

#### 一般路線バス
- 西鉄バス北九州 - 中間市内を循環する中間線（61番・67番）があり、中間市から赤字補てんを受けることによって維持存続している。また、香月地区と黒崎・折尾地区を結ぶ74番・74-1番・74-2番も中間市内を経由する。
  - 61：筑鉄中間 - 通谷電停 - 中間ハーモニーホール - JR中間駅前 - 鳥森 - 筑鉄中間 - 大辻 - 香月営業所
  - 67：筑鉄中間 - 通谷電停 - 中間ハーモニーホール - JR中間駅前 - 中鶴団地 - 新手 - 筑鉄中間 - 大辻 - 香月営業所
  - 74：産業医科大学病院 - 折尾駅 - 泉ヶ浦 - 筑鉄中間 - 大辻 - 香月営業所
  - 74-1：西鉄黒崎バスセンター - 皇后崎 - 泉ヶ浦 - 筑鉄中間 - 大辻 - 香月営業所
  - 74-2：西鉄黒崎バスセンター - 皇后崎 - 永犬丸 - 筑鉄中間 - 大辻 - 香月営業所
- 北九州市交通局 - 水巻町内を循環する路線（6,7,8,9番）があり、運行経路の一部が中間市内にかかっている。中間市内のバス停は「大膳橋」「中鶴四丁目」のみ。
  - 水巻駅南口 - 東水巻駅 - 大膳橋 - 水巻駅南口 - 頃末 - 水巻総合運動公園前 - 頃末 - 水巻駅南口

#### コミュニティバス
通谷駅付近にあるイオンなかま店を拠点に、市東部の住宅地内で運行する「フレンドリー号」と、遠賀川より西側の地域で運行する「なかよし号」がある。いずれもセダン型タクシー車両を使用する。
- 南校区コミュニティバス「フレンドリー号」
  - 太賀・朝霧系統 - 月・水曜日運行
  - 通谷・桜台系統 - 火・金曜日運行
- 底井野校区コミュニティバス「なかよし号」 - こちらは予約型乗合タクシーであり、遠賀川を挟んで東側は西鉄バス北九州の営業エリアであるため停車地はレガネット中間・通谷電停・イオンなかま店の3か所のみで、クローズド・ドア制となっている。
  - 垣生・下大隈系統 - 月・水曜日運行
  - 砂山・底井野系統 - 火・金曜日運行

### タクシー
- 有限会社ことぶきタクシー
- 産業タクシー株式会社（国際興業グループ）
- ひかり第一交通株式会社（第一交通産業グループ）
- 有限会社ホームタクシー

### 道路
九州で唯一、市域に国道が通っていない。通谷五丁目の市境から約30m先を国道200号が通っている。
主要地方道
- 福岡県道27号直方芦屋線
- 福岡県道48号中間引野線
- 福岡県道61号小倉中間線
- 福岡県道73号直方水巻線
- 福岡県道98号中間宮田線

一般県道
- 福岡県道203号中間水巻線
- 福岡県道219号中間停車場線
- 福岡県道293号新延中間線

### 主な橋りょう
- 遠賀橋（福岡県道98号中間宮田線）
- 中間大橋（福岡県道293号新延中間線）

## 観光・文化

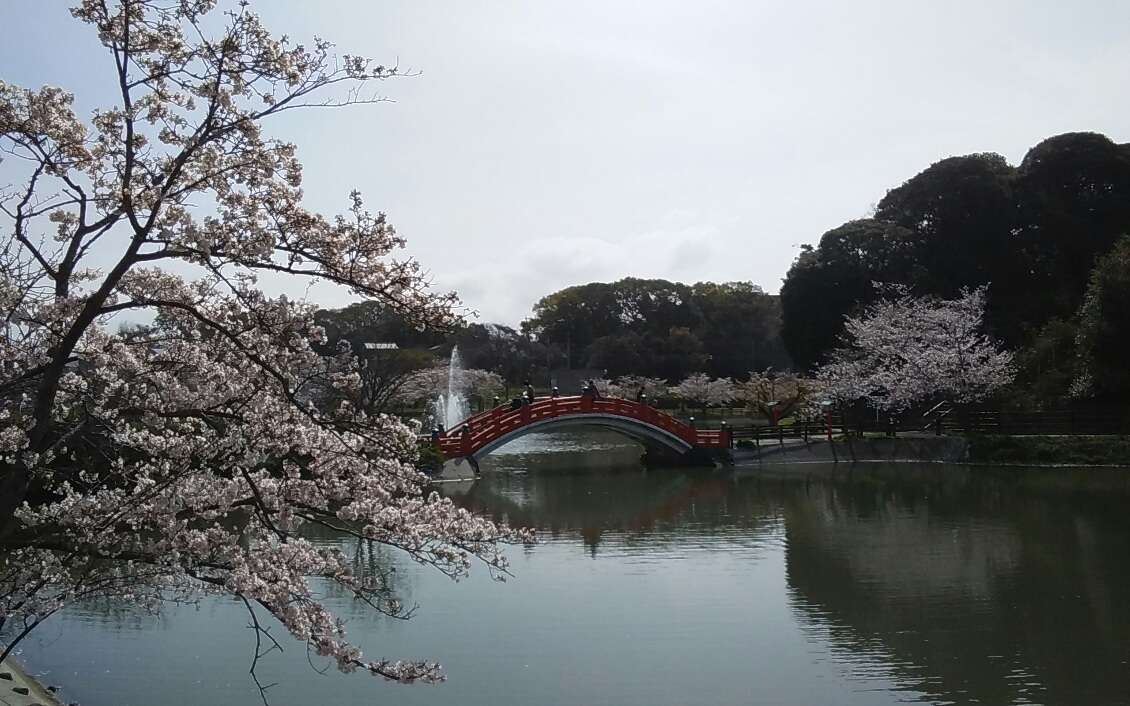
垣生公園

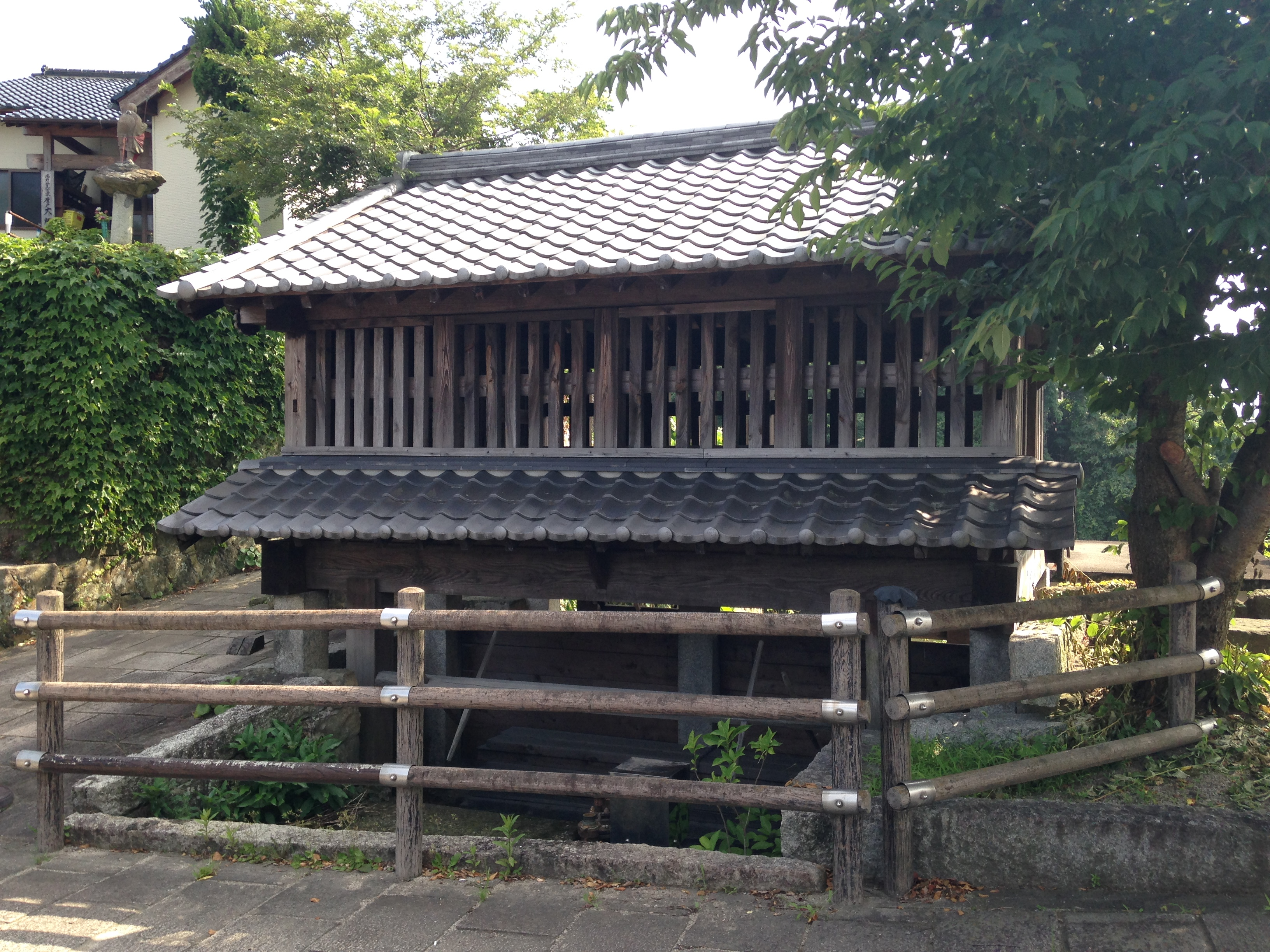
堀川の中間唐戸

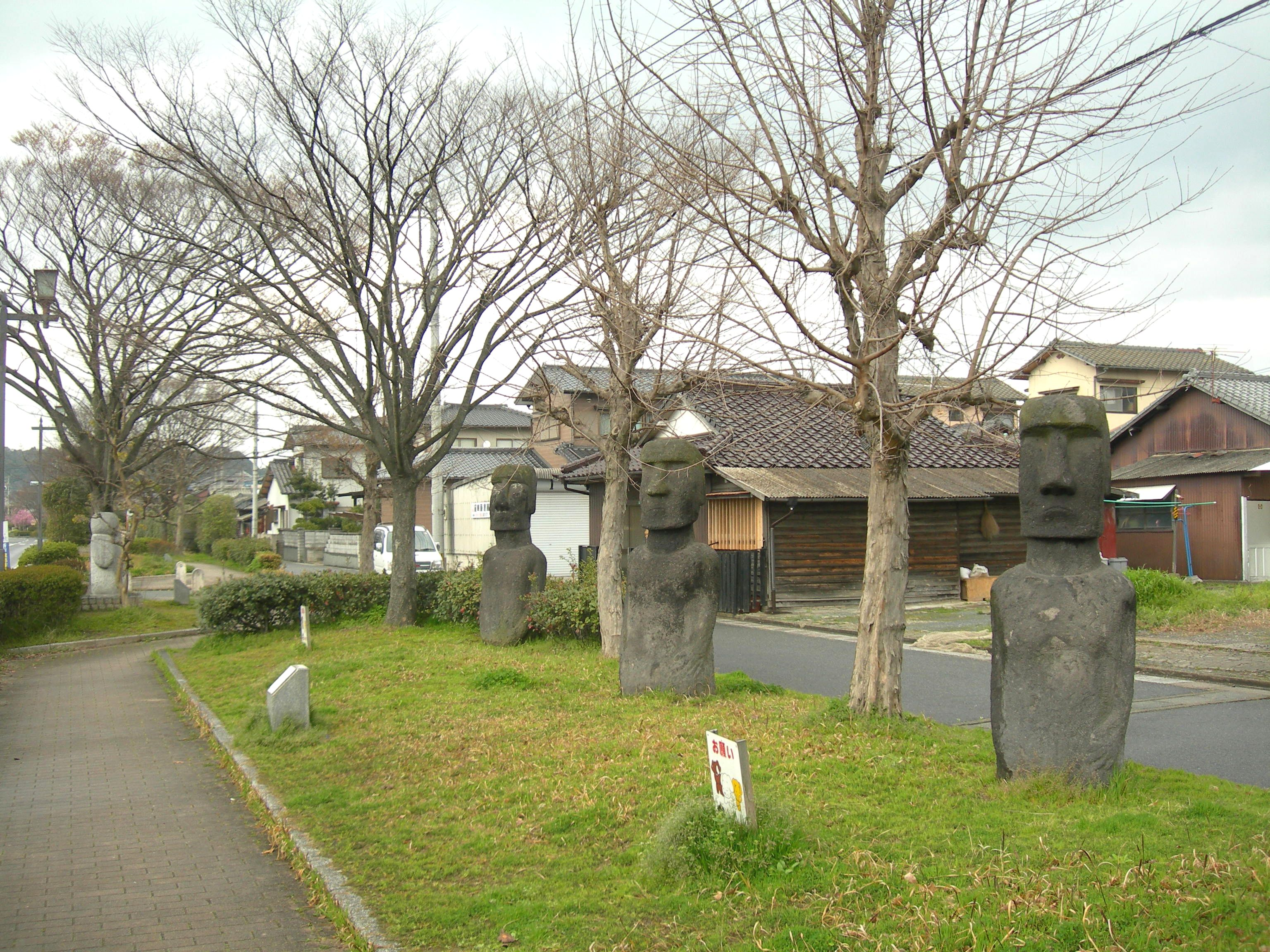
屋根のない博物館

### 公園
- 遠賀川河川敷 - 市のほぼ中央を流れる遠賀川沿いには、広い芝生の多目的広場のほか、サッカー・ソフトボール・ラグビーのできるグラウンドもある。
- 垣生公園 - 春には約2,000本の桜が咲く市内最大の都市公園。
- 太陽の広場 - ゲートボールやグラウンドゴルフができる人工芝の多目的広場。
- 屋島公園 - 緑の中に遊具が並ぶ児童公園。園内には幼児用プールや庭球場もある。
- 屋根のない博物館 - 世界各地の石像のレプリカ（モアイ像・スフィンクス・凱旋門など）が立ち並ぶ緑道公園。

### 名所・旧跡
- 埴生神社 - 垣生公園の中央の池に囲まれた神社。
- 垣生羅漢百穴 - 垣生公園内にある県指定史跡の横穴古墳群。
- 猫城址と月瀬八幡宮 - 小高い丘に築かれた筑前宗像氏の城跡。
- 黒田藩の御茶屋跡 - 藩主が狩猟や保養のため訪れていた黒田藩の別荘地跡。
- 遠賀川水源地ポンプ室 - 世界遺産「明治日本の産業革命遺産 製鉄・製鋼、造船、石炭産業」（2015年7月5日登録）の構成資産の一つで、1910年に建設された煉瓦建造物。現在も稼働中である。
- 堀川の中間唐戸 - 遠賀川と洞海湾を結ぶ運河堀川への水流を調整するための水門で、県指定史跡に指定されている。
- 惣社宮 - 中間一の宮として元旦には多くの初詣客でにぎわっている。
- 梅安天満宮 - 菅原道真公をまつっている神社で、名前のとおり県道沿いの斜面に咲く見事な梅の木で有名。
- ワクド岩 - 昔、村人が日照りのときに雨乞いをすると水が湧き出たという言い伝えがある。

### 祭事・催事
- 筑前中間さくら祭り（毎年3月末-4月上旬） - 市内最大の都市公園である垣生公園で実施されている祭り。
- 河川敷の鯉のぼり（毎年4月-5月ごろ） - 市内のまちづくり団体が協力して、遠賀川河川敷（市役所前）にたくさんの巨大な鯉のぼりを並べている。
- 筑前中間川まつり（毎年8月中旬） - お盆に遠賀川河川敷（市役所前）で行われている市内最大のまつりで、精霊流しや花火大会が行われている。
- スポーツフェスタ（毎年10月） - 体育文化センターを中心に、大人から子どもまで楽しめるニュースポーツの大会。
- 筑前中間やっちゃれ祭（毎年10月第3土・日） - なかまハーモニーホールで行われている祭で、青空市場やバザーなどが行われている。
- やすらぎイルミinなかま（毎年11月-2月ごろ） - 上蓮花寺一丁目のやすらぎ通り（イオン前）に、約13万個のLED電球を使用したイルミネーションが点灯される。
- ふるさと遠賀川親子凧あげ大会（毎年1月）

## 出身有名人

### 政治
- 月形潔（明治時代の官僚・典獄）
- 冨岡勉（政治家・医師）

### 芸能
- 高倉健（俳優）
- 大野いと（ファッションモデル・女優）
- でんでん（俳優）

### スポーツ
- 仰木彬（野球選手）
- 島田誠（野球選手）
- 中村順司（アマチュア野球指導者）
- 川田和宏（サッカー選手）
- 佐藤瑠香（柔道家）
- 佐藤正大（柔道家）
- 村上龍寛（ラグビー選手）
- 中竹竜二（ラグビー指導者）
- 谷口勇武（プロレスラー）
- 岡部聡（オートレース選手）
- 元嶋佑弥（レーシングドライバー）